# Tomasz Lewandowski (pieśniarz)
Tomasz (Tomek) Lewandowski (urodzony w 1970 roku na Pomorzu) – polski pieśniarz, gitarzysta, autor i wykonawca ballad i utworów z gatunku piosenki turystycznej i poetyckiej (m.in. „Jaka jesteś”, „Zima”, „Ciepłe kluchy", „Serce”, „Sięgnij po mnie”).
W przeszłości związany ze sceną studencką oraz z krakowskim kabaretem Piwnica pod Baranami. Wraz z Piotrem Woźniakiem i Szymonem Zychowiczem współtworzył zespół-projekt Trio Trzech Bardów.
Sceniczne związany również z takimi muzykami, jak Aleksandra Królik, Dorota Kopa, Leszek Szewczuga, Robert Szewczuga, Marcin Kędzior, Przemysław Mrówka, Radosław Michalik, Jarosław Nadstawny, Sławomir Semperski, Krzysztof Maciejowski, Ryszard Balcer, Maciej Dombrowski, Mirosław Worek, Kamil Barański, Roman Ziobro, Andrzej Stargaczyński, Łukasz Kowalewski. Autorem tekstów większości piosenek artysty jest Mirosław Bochenek.
Uczestnik i juror festiwali i przeglądów piosenki takich jak: Ogólnopolski Studencki Przegląd Piosenki Turystycznej Yapa w Łodzi, Ogólnopolski Przegląd Piosenki Poetyckiej w Oleśnie (od 1999 kierownik artystyczny), Turystyczny Przegląd Piosenki Studenckiej Danielka, Ogólnopolski Turystyczny Przegląd Piosenki Studenckiej Bazuna, Ogólnopolski Festiwal Piosenki Poetyckiej, Turystycznej Piostur Gorol Song, Ogólnopolska Turystyczna Giełda Piosenki Studenckiej w Szklarskiej Porębie i inne.
Dyskografia oficjalna: Miniony czas (1992, Agencja SDM), Na przekór (1995, Agencja SDM), Na sprzedaż (2002, Dalmafon). Inne wydawnictwa: Koncert, Z wyrazami dobrej nadziei.